# 天主教阿克拉總教區
天主教阿克拉總教區（拉丁語：Archidioecesis Accraënsis）是加納一個羅馬天主教教省總教區，下轄四個教區。此總教區是該國四個總教區之一。
1943年12月2日設立阿克拉宗座監牧區，1947年6月12日升為代牧區。1950年4月18日升為教區。1991年7月6日升為總教區。
總教區範圍包括大阿克拉地區。2006年有教友197,054人（佔轄區總人口4.9%）、廿三個堂區、153名司鐸。現任總主教為若望·文多辣·克沃菲。